# 上巴尤瓦斯
拜乌瓦斯德亚里瓦，是西班牙卡斯蒂利亚-莱昂索里亚省的一个市镇。总面积21平方公里，总人口72人（2001年），人口密度3人/平方公里。